# Bahnstrecke Piła–Ustka
| Das Bahnhofsgebäude Piła Główna (Hauptbahnhof) | |                                              |                                             |
| Verlauf der PKP-Strecke 405 | |                                              |                                             |
| Streckennummer: | 405 |                                              |                                             |
| Kursbuchstrecke: | 340 (Piła Gł. – Szczecinek) 383 (Szczecinek – Słupsk) 381 (Słupsk – Ustka Uroczysko) (aktuell) 111n, 111u, 111r, 111x (1934) 111n, 111u, 111r (1940) |                                              |                                             |
| Streckenlänge: | 193,28 km |                                              |                                             |
| Spurweite: | 1435 mm (Normalspur) |                                              |                                             |
| Stromsystem: | Piła–Szczecinek; Słupsk–Ustka 3000 = |                                              |                                             |
| Streckengeschwindigkeit: | 120 km/h |                                              |                                             |
| | |                                              |                                             |
| \| \| \| von Nakło nad Notecią (Nakel) \| \| \| \| \| von Chodzież (Kolmar) \| \| \| \| \| Gwda (Küddow) \| \| \| \| \| \| \| \| \| \| von Ujście (Usch) \| \| \| \| 0,252 \| Piła Główna (Inselbahnhof; Schneidemühl) \| 60 m \| \| \| \| \| \| \| \| \| \| \| \| \| \| nach und von Krzyż (Kreuz) \| \| \| \| \| \| \| \| \| 3,883 \| podg Piła Północ \| 79 m \| \| \| \| nach Wałcz (Deutsch Krone) \| \| \| \| \| Anschluss Flughafen \| \| \| \| \| \| \| \| \| \| mij. Zawada Wałecka 87 m \| \| \| \| \| Landesstraße 10 \| \| \| \| 14,090 \| Stara Łubianka (Lebehnke) \| 94 m \| \| \| \| von Wałcz (Deutsch Krone) \| \| \| \| 21,790 \| Płytnica (Plietnitz) \| 95 m \| \| \| \| nach Złotów (Flatow) \| \| \| \| 25,4[1] \| Sitowiec (1925–1960[2]; Lindenhof) \| 94 m \| \| \| 29,860 \| Ptusza (Betkenhammer; ehem. Bahnhof) \| 102 m \| \| \| \| Landesstraße 11 \| \| \| \| \| Anschluss, ehem. von Czaplinek (Tempelburg) \| \| \| \| 34,835 \| Jastrowie (Jastrow) \| 106 m \| \| \| \| nach Węgierce (Wengerz) \| \| \| \| \| Landesstraßen 11 und 22 \| \| \| \| 41,123 \| Podgaje Koszalińskie (1968–1991[2]) \| 139 m \| \| \| 48,074 \| Okonek (Ratzebuhr) \| 131 m \| \| \| 53,370 \| Brokęcino (seit 1900[2]; Bahrenbusch) \| 155 m \| \| \| \| Anschluss \| \| \| \| 58,270 \| Lotyń (Lottin; ehem. Bahnhof) \| 159 m \| \| \| 64,750 \| Turowo Pomorskie (Thurow (Kr Neustettin)) \| 161 m \| \| \| \| von Czaplinek (Tempelburg) \| \| \| \| \| Landesstraße 11 \| \| \| \| 70,711 \| Szczecinek (Neustettin) \| 142 m \| \| \| \| nach Człuchów (Schlochau) \| \| \| \| \| nach und von Białogard (Belgard) \| \| \| \| \| Gwda (Küddow) \| \| \| \| 80,140 \| Gwda Mała (Küdde; ehem. Bahnhof) \| 141 m \| \| \| 89,110 \| Drzonowo (Schönau (Kr. Schlochau); ehem. Bf) \| 156 m \| \| \| \| Landesstraße 25 \| \| \| \| 98,328 \| Biały Bór (Baldenburg; ehem. Bahnhof) \| 175 m \| \| \| \| von Człuchów (Schlochau) \| \| \| \| 108,390 \| Słosinko (Reinfeld (Pom); ehem. Bahnhof) \| 180 m \| \| \| \| Landesstraße 20 \| \| \| \| 115,729 \| Miastko (Rummelsburg (Pom)) \| 140 m \| \| \| \| nach Bytów (Bütow) \| \| \| \| 126,013 \| Kawcze (Kaffzig) \| 115 m \| \| \| 132,066 \| Przytocko (seit 1890[2]; Pritzig) \| 87 m \| \| \| 138,360 \| Ciecholub (Techlipp; ehem. Bahnhof) \| 75 m \| \| \| 140,676 \| Biesowice (seit 1906[2]; Beßwitz; ehem. Bf) \| 62 m \| \| \| 143,300 \| Kępka (seit 1958[2]; Kampmühle) \| 56 m \| \| \| 146,153 \| Kępice (Hammermühle) \| 53 m \| \| \| \| von Grzmiąca (Gramenz) \| \| \| \| 152,558 \| Korzybie (Zollbrück; ehem. Bahnhof) \| 36 m \| \| \| \| von Bytów (Bütow) \| \| \| \| \| nach Sławno (Schlawe) \| \| \| \| 158,853 \| Wrząca Pomorska (seit 1931[2] Franzen) \| 47 m \| \| \| 163,350 \| Słonowice (Schlönwitz) \| 49 m \| \| \| 169,010 \| Widzino (seit 1885; Veddin) \| 50 m \| \| \| \| Schnellstraße 6 \| \| \| \| 171,370 \| Kobylnica Słupska (seit 1944; Kublitz) \| 39 m \| \| \| \| von Koszalin (Köslin) \| \| \| \| \| Landesstraße 21 \| \| \| \| \| Anschluss, einst von Budowo (Budow) \| \| \| \| 175,004 \| Słupsk (Stolp) \| 24 m \| \| \| \| nach Lębork (Lauenburg) \| \| \| \| 176,878 \| Słupsk Północny (seit 2019) \| Słupsk Północny (seit 2019) \| \| \| \| Landesstraße 21 \| \| \| \| 179,082 \| Włynkowo (1900–1993[2]; Flinkow) \| 38 m \| \| \| 181,890 \| Strzelinko (Strellin; ehem. Bahnhof) \| 43 m \| \| \| 183,680 \| Gałęzinowo (seit 1989) \| 36 m \| \| \| 185,410 \| Charnowo Słupskie (Arnshagen) \| 29 m \| \| \| 189,300 \| Mokrzyca (seit 1931[2]; Hohenhagen) \| 11 m \| \| \| \| von Komnino (Kuhnhof) \| \| \| \| 192,250 \| Ustka (Stolpmünde) \| 3 m \| \| \| 193,283 \| Ustka Uroczysko (seit 2019) \| Ustka Uroczysko (seit 2019) \| \| \| \| nach Sławno (Schlawe) \| \| | |                                              |                                             |
| Strecke · Strecke von links | | von Nakło nad Notecią (Nakel)                | von Nakło nad Notecią (Nakel)               |
| Strecke · Abzweig geradeaus und von links | | von Chodzież (Kolmar)                        | von Chodzież (Kolmar)                       |
| Brücke über Wasserlauf · Brücke über Wasserlauf | | Gwda (Küddow)                                | Gwda (Küddow)                               |
| Abzweig geradeaus und von links · Abzweig geradeaus und nach rechts | |                                              |                                             |
| Strecke · Abzweig geradeaus und von links | | von Ujście (Usch)                            | von Ujście (Usch)                           |
| Bahnhof · Bahnhof | 0,252 | Piła Główna (Inselbahnhof; Schneidemühl)     | 60 m                                        |
| Verschwenkung von links und von rechts | |                                              |                                             |
| Strecke von links · Abzweig geradeaus und nach rechts | |                                              |                                             |
| Abzweig geradeaus und nach links · Kreuzung geradeaus oben · Abzweig quer und ehemals von links | | nach und von Krzyż (Kreuz)                   | nach und von Krzyż (Kreuz)                  |
| Strecke nach links · Abzweig geradeaus, von rechts und ehemals von links · Strecke nach rechts (außer Betrieb) | |                                              |                                             |
| Blockstelle | 3,883 | podg Piła Północ                             | 79 m                                        |
| Strecke von links (außer Betrieb) · Abzweig geradeaus, nach links und ehemals nach rechts | | nach Wałcz (Deutsch Krone)                   | nach Wałcz (Deutsch Krone)                  |
| Abzweig geradeaus und nach rechts (Strecke außer Betrieb) · Strecke | | Anschluss Flughafen                          | Anschluss Flughafen                         |
| Strecke nach links (außer Betrieb) · Abzweig geradeaus und ehemals von rechts | |                                              |                                             |
| ehemaliger Bahnhof | | mij. Zawada Wałecka 87 m                     | mij. Zawada Wałecka 87 m                    |
| Bahnübergang | | Landesstraße 10                              | Landesstraße 10                             |
| Bahnhof | 14,090 | Stara Łubianka (Lebehnke)                    | 94 m                                        |
| Abzweig geradeaus und ehemals von links | | von Wałcz (Deutsch Krone)                    | von Wałcz (Deutsch Krone)                   |
| Bahnhof | 21,790 | Płytnica (Plietnitz)                         | 95 m                                        |
| Abzweig geradeaus und ehemals nach rechts | | nach Złotów (Flatow)                         | nach Złotów (Flatow)                        |
| ehemaliger Haltepunkt / Haltestelle | 25,4 | Sitowiec (1925–1960; Lindenhof)              | 94 m                                        |
| Haltepunkt / Haltestelle | 29,860 | Ptusza (Betkenhammer; ehem. Bahnhof)         | 102 m                                       |
| Bahnübergang | | Landesstraße 11                              | Landesstraße 11                             |
| Abzweig geradeaus und von links | | Anschluss, ehem. von Czaplinek (Tempelburg)  | Anschluss, ehem. von Czaplinek (Tempelburg) |
| Bahnhof | 34,835 | Jastrowie (Jastrow)                          | 106 m                                       |
| Abzweig geradeaus und ehemals nach rechts | | nach Węgierce (Wengerz)                      | nach Węgierce (Wengerz)                     |
| Brücke | | Landesstraßen 11 und 22                      | Landesstraßen 11 und 22                     |
| ehemaliger Bahnhof | 41,123 | Podgaje Koszalińskie (1968–1991)             | 139 m                                       |
| Bahnhof | 48,074 | Okonek (Ratzebuhr)                           | 131 m                                       |
| Haltepunkt / Haltestelle | 53,370 | Brokęcino (seit 1900; Bahrenbusch)           | 155 m                                       |
| Abzweig geradeaus und ehemals von links | | Anschluss                                    | Anschluss                                   |
| Haltepunkt / Haltestelle | 58,270 | Lotyń (Lottin; ehem. Bahnhof)                | 159 m                                       |
| Bahnhof | 64,750 | Turowo Pomorskie (Thurow (Kr Neustettin))    | 161 m                                       |
| Abzweig geradeaus und von links | | von Czaplinek (Tempelburg)                   | von Czaplinek (Tempelburg)                  |
| Strecke mit Straßenbrücke | | Landesstraße 11                              | Landesstraße 11                             |
| Bahnhof | 70,711 | Szczecinek (Neustettin)                      | 142 m                                       |
| Abzweig geradeaus und nach rechts | | nach Człuchów (Schlochau)                    | nach Człuchów (Schlochau)                   |
| Abzweig geradeaus, nach links und ehemals von links | | nach und von Białogard (Belgard)             | nach und von Białogard (Belgard)            |
| Brücke über Wasserlauf | | Gwda (Küddow)                                | Gwda (Küddow)                               |
| Haltepunkt / Haltestelle | 80,140 | Gwda Mała (Küdde; ehem. Bahnhof)             | 141 m                                       |
| Haltepunkt / Haltestelle | 89,110 | Drzonowo (Schönau (Kr. Schlochau); ehem. Bf) | 156 m                                       |
| Bahnübergang | | Landesstraße 25                              | Landesstraße 25                             |
| Haltepunkt / Haltestelle | 98,328 | Biały Bór (Baldenburg; ehem. Bahnhof)        | 175 m                                       |
| Abzweig geradeaus und ehemals von links | | von Człuchów (Schlochau)                     | von Człuchów (Schlochau)                    |
| Haltepunkt / Haltestelle | 108,390 | Słosinko (Reinfeld (Pom); ehem. Bahnhof)     | 180 m                                       |
| Bahnübergang | | Landesstraße 20                              | Landesstraße 20                             |
| Bahnhof | 115,729 | Miastko (Rummelsburg (Pom))                  | 140 m                                       |
| Abzweig geradeaus und ehemals nach rechts | | nach Bytów (Bütow)                           | nach Bytów (Bütow)                          |
| Bahnhof | 126,013 | Kawcze (Kaffzig)                             | 115 m                                       |
| Haltepunkt / Haltestelle | 132,066 | Przytocko (seit 1890; Pritzig)               | 87 m                                        |
| Haltepunkt / Haltestelle | 138,360 | Ciecholub (Techlipp; ehem. Bahnhof)          | 75 m                                        |
| Haltepunkt / Haltestelle | 140,676 | Biesowice (seit 1906; Beßwitz; ehem. Bf)     | 62 m                                        |
| Haltepunkt / Haltestelle | 143,300 | Kępka (seit 1958; Kampmühle)                 | 56 m                                        |
| Bahnhof | 146,153 | Kępice (Hammermühle)                         | 53 m                                        |
| Abzweig geradeaus und ehemals von links | | von Grzmiąca (Gramenz)                       | von Grzmiąca (Gramenz)                      |
| Haltepunkt / Haltestelle | 152,558 | Korzybie (Zollbrück; ehem. Bahnhof)          | 36 m                                        |
| Abzweig geradeaus und ehemals nach rechts | | von Bytów (Bütow)                            | von Bytów (Bütow)                           |
| Abzweig geradeaus und ehemals nach links | | nach Sławno (Schlawe)                        | nach Sławno (Schlawe)                       |
| Haltepunkt / Haltestelle | 158,853 | Wrząca Pomorska (seit 1931 Franzen)          | 47 m                                        |
| Bahnhof | 163,350 | Słonowice (Schlönwitz)                       | 49 m                                        |
| Haltepunkt / Haltestelle | 169,010 | Widzino (seit 1885; Veddin)                  | 50 m                                        |
| Brücke | | Schnellstraße 6                              | Schnellstraße 6                             |
| Haltepunkt / Haltestelle | 171,370 | Kobylnica Słupska (seit 1944; Kublitz)       | 39 m                                        |
| Abzweig geradeaus und von links | | von Koszalin (Köslin)                        | von Koszalin (Köslin)                       |
| Strecke mit Straßenbrücke | | Landesstraße 21                              | Landesstraße 21                             |
| Abzweig geradeaus und von rechts | | Anschluss, einst von Budowo (Budow)          | Anschluss, einst von Budowo (Budow)         |
| Bahnhof | 175,004 | Słupsk (Stolp)                               | 24 m                                        |
| Abzweig geradeaus und nach rechts | | nach Lębork (Lauenburg)                      | nach Lębork (Lauenburg)                     |
| Haltepunkt / Haltestelle | 176,878 | Słupsk Północny (seit 2019)                  | Słupsk Północny (seit 2019)                 |
| Strecke mit Straßenbrücke | | Landesstraße 21                              | Landesstraße 21                             |
| ehemaliger Haltepunkt / Haltestelle | 179,082 | Włynkowo (1900–1993; Flinkow)                | 38 m                                        |
| Haltepunkt / Haltestelle | 181,890 | Strzelinko (Strellin; ehem. Bahnhof)         | 43 m                                        |
| Haltepunkt / Haltestelle | 183,680 | Gałęzinowo (seit 1989)                       | 36 m                                        |
| Bahnhof | 185,410 | Charnowo Słupskie (Arnshagen)                | 29 m                                        |
| Haltepunkt / Haltestelle | 189,300 | Mokrzyca (seit 1931; Hohenhagen)             | 11 m                                        |
| Abzweig geradeaus und ehemals von links | | von Komnino (Kuhnhof)                        | von Komnino (Kuhnhof)                       |
| Bahnhof | 192,250 | Ustka (Stolpmünde)                           | 3 m                                         |
| Haltepunkt / Haltestelle Strecke ab hier außer Betrieb | 193,283 | Ustka Uroczysko (seit 2019)                  | Ustka Uroczysko (seit 2019)                 |
| Strecke (außer Betrieb) | | nach Sławno (Schlawe)                        | nach Sławno (Schlawe)                       |

Die Bahnstrecke Piła–Ustka Uroczysko (Schneidemühl–Stolpmünde Uroczysko) ist eine Hauptbahnstrecke im nördlichen Teil des westlichen Polens, die das pommersche Hinterland mit der Ostsee verbindet.

## Verlauf
Die Bahnstrecke Piła–Ustka verläuft in Süd-Nord-Richtung und nimmt ihren Anfang im Nordosten der Woiwodschaft Großpolen. Auf einer Länge von 40 Kilometern streift sie dann ein östliches Teilstück der Woiwodschaft Westpommern, bevor sie östlich der Grenze zur Woiwodschaft Westpommern die Woiwodschaft Pommern durchzieht.
In ihrem Gesamtverlauf von 192 Kilometern verbindet sie die Städte Piła (Schneidemühl), Jastrowie (Jastrow), Szczecinek (Neustettin), Biały Bór (Baldenburg), Miastko (Rummelsburg), Słupsk (Stolp) und Ustka (Stolpmünde) miteinander und nimmt dabei ihren Weg mitten durch die Pommersche Seenplatte.

## Ausbauzustand
Die Strecke ist durchgehend eingleisig und zwischen Piła und Szczecinek und zwischen Słupsk und Ustka elektrifiziert. Zwischen Szczecinek und Ustka bestehen Kreuzungsbahnhöfe in Miastko, Kawcze, Kępice, Słowonice, Słupsk, Charnowo Słupskie und Ustka.
Die Höchstgeschwindigkeit für lokomotivbespannte Personenzüge beträgt zwischen Piła und Szczecinek weitgehend hundert Kilometer pro Stunde, für Triebwagen teilweise hundertzwanzig. Bis Słupsk dürfen lokomotivbespannte Personenzüge weitgehend neunzig Kilometer pro Stunde fahren, Triebwagen hundert. Auf der Reststrecke bis Ustka betrug die Höchstgeschwindigkeit für Personenzüge generell achtzig Kilometer pro Stunde, seit 2019 hundert Kilometer pro Stunde. Die Höchstgeschwindigkeit für Güterzüge ist größtenteils auf sechzig bis siebzig Kilometer pro Stunde begrenzt.

## Geschichte
Die heutige Strecke 405 der Polnischen Staatsbahn (PKP) von Piła nach Ustka kombiniert ein Teilstück der am 15. Mai 1879 von der Preußischen Ostbahn eröffneten Bahnstrecke Posen–Schneidemühl–Neustettin mit der von der Preußischen Ostbahn bereits am 1. Oktober 1878 in Betrieb genommenen Bahnstrecke Neustettin–Stolp–Stolpmünde.

### Abschnitt Piła–Szczecinek (Schneidemühl–Neustettin)

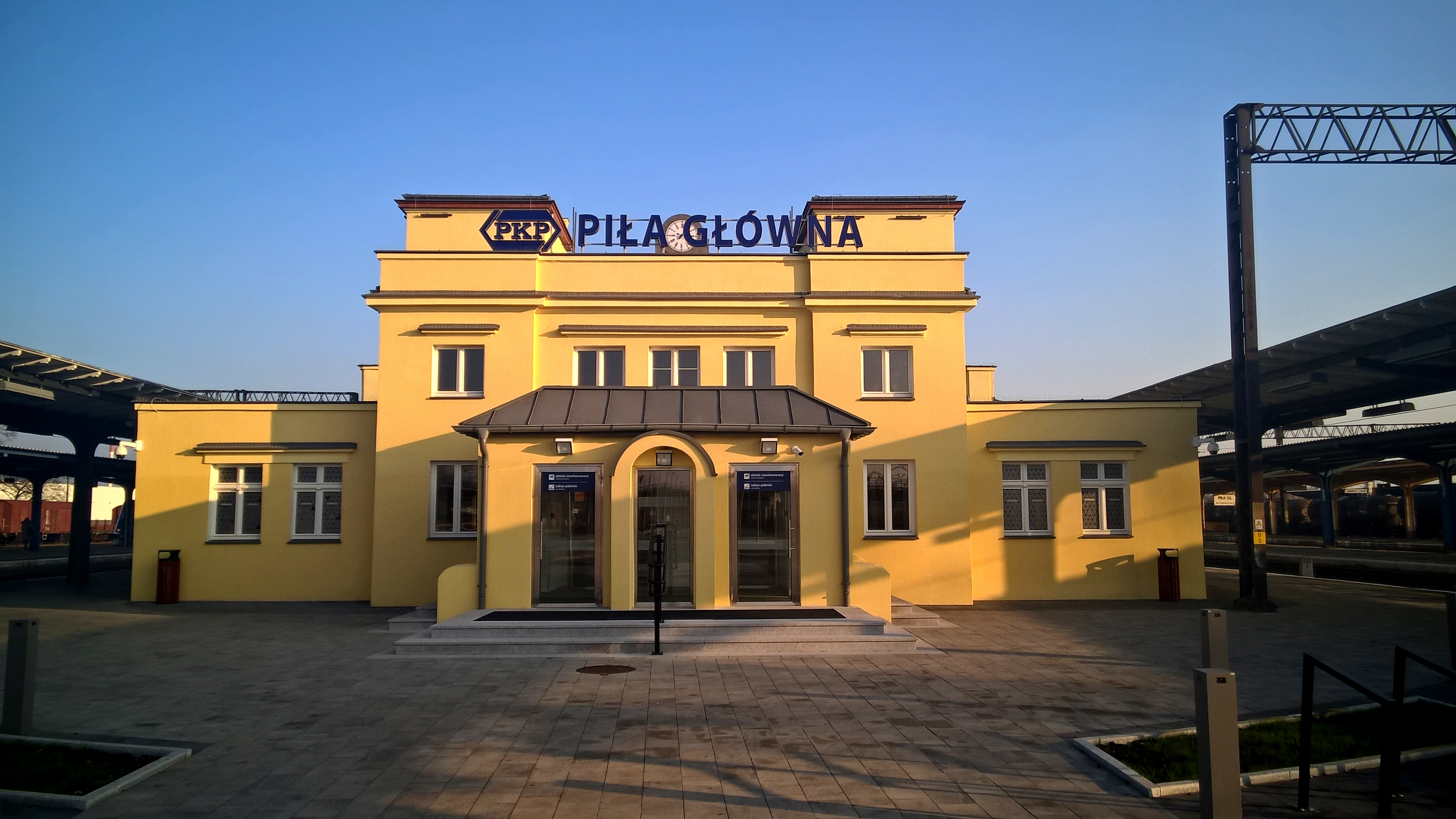
Der Bahnhof Piła Główna (ehem. Schneidemühl)

Im Jahre 1851 eröffnete die Preußische Ostbahn parallel zu einer alten Handelsstraße von der Altmark bis zur Weichsel die Bahnstrecke Kreuz (Krzyż Wielkopolski)–Bromberg (Bydgoszcz). Nahe der Mündung der Küddow (Gwda) in die Netze nahm sie dann 1879 ebenfalls entlang eines alten Handelsweges von Süden durch die Uscher Enge bis zur Ostsee die Bahnstrecke Posen–Neustettin in Betrieb. Im Schnittpunkt beider Bahnlinien lag Schneidemühl, das sich rasch zu einem Eisenbahnknotenpunkt entwickelte: zusätzlich entstand bereits 1871 die Bahnstrecke Schneidemühl–Flatow (Złotów), und 1881 die Anbindung der Linie von Deutsch Krone (Wałcz) nach Schneidemühl.
Die 1918 entstandene Grenzlage zu Polen zog den Eisenbahnknotenpunkt sehr in Mitleidenschaft, was sich erst 1945 durch die Überstellung in das polnische Staatsgebiet änderte.
Die Streckenentfernung von Piła nach Szczecinek beträgt 70 Kilometer.

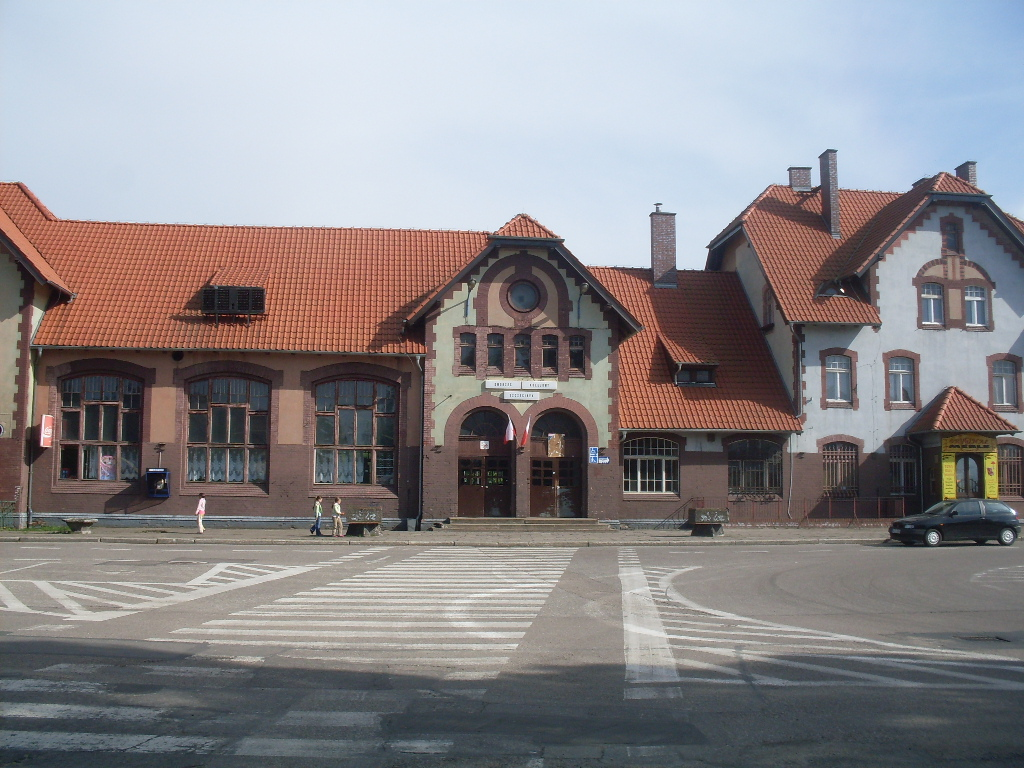
Das Bahnhofsgebäude in Szczecinek (Neustettin)

Nach 1945 wurde die Bahnstation Piła Północ (Nord) neu angelegt, was die Neubenennung des bisherigen Bahnhofs innerhalb der Stadt in Piła Główna (Hauptbahnhof) zur Folge hatte. Auch erhielt das Dorf Zawada (Springberg) eine eigene Haltestelle.
In ihrem Verlauf stieß die Bahnstrecke Piła-Szczecinek vor 1945 in der Stadt Jastrowie (Jastrow) auf zwei Anschlussbahnen: die 1908 erbaute Bahnstrecke Tempelburg–Jastrowie (Czaplinek–Jastrowie) und die erst 1914 eröffnete Bahnstrecke Jastrow–Wengerz (Jastrowie–Węgierce). Beide Strecken wurden 1945 demontiert.
In Szczecinek trifft die Bahnstrecke auf die 1878 errichtete Bahnlinie, der sie heute als PKP-Linie 405 über Słupsk bis nach Ustka folgt. Auch das frühere Neustettin hat sich damals zum Eisenbahnknotenpunkt entwickelt, als noch im gleichen Jahr die Bahnstrecke Ruhnow–Schlochau (Runowo Pomorskie–Człuchów) eröffnete. 1879 folgte dann die Bahnstrecke Neustettin–Belgard (Szczecinek–Białogard), die später bis nach Kolberg (Kołobrzeg) verlängert wurde.
Seit dem 30. Dezember 1989 ist der Abschnitt bis Szczecinek elektrifiziert und seit dem 23. Juli 2001 mit einer Höchstgeschwindigkeit von 100 km/h zu befahren, im Teilstück Lotyń (Lottin)–Szczecinek seit 2009 sogar bis 120 km/h.
Fernverkehrsbahnhöfe sind Piła Główna, Jastrowie und Szczecinek.

### Abschnitt Szczecinek–Ustka (Neustettin–Stolpmünde)
Der ältere und längere Streckenabschnitt entstand im Jahre 1878 parallel zum Bau der Bahnstrecken Ruhnow–Schlochau und Neustettin–Belgard. Ähnlich wie Schneidemühl wurde so auch Neustettin zu einem bedeutenden Bahnknotenpunkt in Ost-West- und Nord-Süd-Richtung. Die Entfernung von Szczecinek nach Ustka beträgt 122 Kilometer. Nach 1945 wurden drei zusätzliche Bahnhalte angelegt: Kępka (Kampmühle), Kobylnica Słupska (Kublitz) und Gałęzinowo (Überlauf).

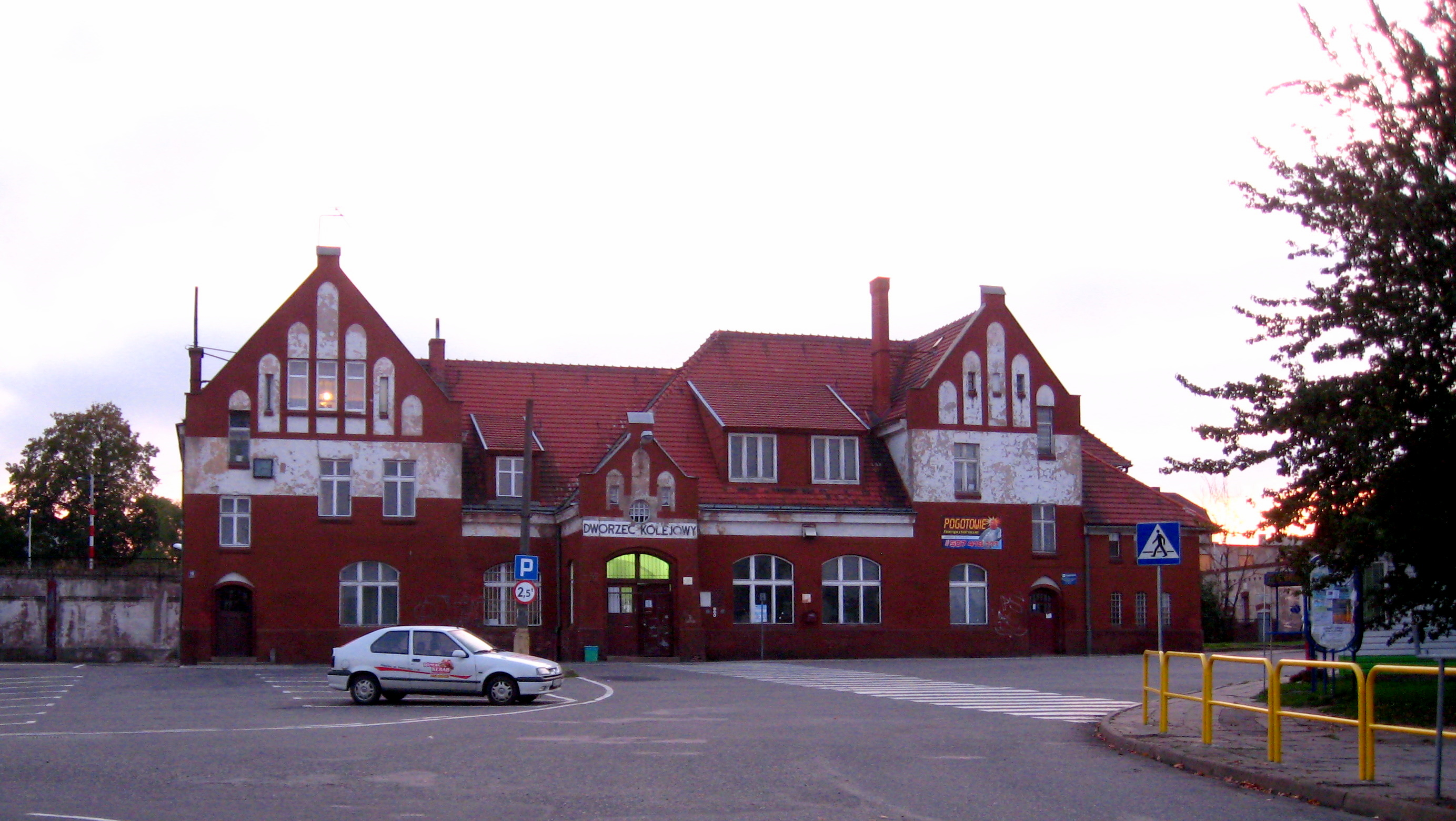
Der Bahnhof in Miastko (Rummelsburg)

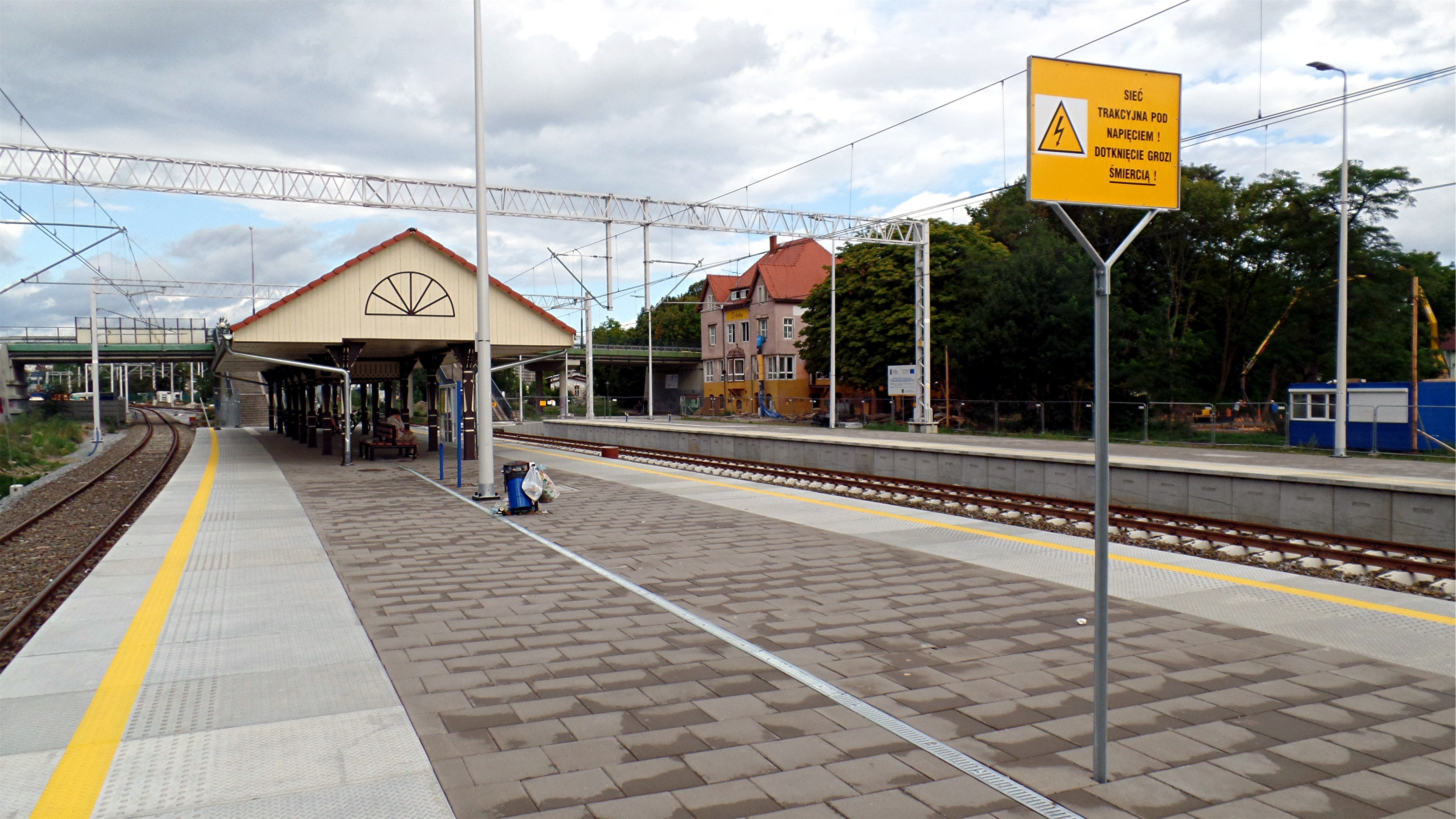
Bahnhof Ustka im September 2019 ohne Bahnbetrieb, Empfangsgebäude hinten rechts als Baustelle

Auf diesem Streckenabschnitt begegnet die Bahnstrecke Piła-Ustka weiteren Bahnlinien. Zuerst in Miastko (Rummelsburg), wo seit dem Jahre 1902 eine Bahnlinie nach Schlochau und seit 1909 zusätzlich eine Bahnlinie nach Bütow (Bytów) abzweigt. Beide Strecken wurden 1945 von der als Reparationsleistung für die Sowjetunion demontiert. Ein weiterer Kreuzungspunkt ist Korzybie (Zollbrück). Hier war zeitgleich mit der Bahnstrecke Neustettin–Stolpmünde die Bahnlinie nach Rügenwalde (Darłowo) der Preußischen Ostbahn gebaut worden, außerdem dann im Jahre 1884 die Bahnlinie nach Bütow (Bytów). Im Jahre 1921 folgte dann noch die Inbetriebnahme der von Bublitz (Bobolice) kommenden über Gramenz (Grzmiąca) nach Zollbrück. Letztere wurde nach 1945 stillgelegt.
In Słupsk stößt die Bahnstrecke Piła–Ustka auf die bereits im Jahre 1869 von der Hinterpommerschen Eisenbahn erbauten Köslin–Stolp (Koszalin–Słupsk), die 1870 bis nach Danzig verlängert wurde. In Stolp stießen auch zwei Kleinbahnlinien der Stolper Bahnen auf die heutige Staatsbahnstrecken.
Im Ostseebad Ustka – hier bestand bis 1945 Anschluss an die Strecke nach Schlawe, sowie an eine Kleinbahnlinie der Stolper Bahnen – endet die Bahnstrecke Piła–Ustka, die in ihrem zweiten Abschnitt seit dem 30. Juni 1990 elektrifiziert ist. Seit 2009 kann zwischen Szczecinek und Słupsk die Höchstgeschwindigkeit von 100 km/h gefahren werden, seit 2001 zwischen Słupsk und Ustka immerhin 80 km/h, seit 2019 ebenfalls 100 km/h. Zwischen Słupsk und Ustka verkehrten einige Zeit lang im Winter keine Züge mehr.
Zum 15. Dezember 2019 wurde die Strecke nach Modernisierungsarbeiten mit einem Finanzierungsumfang von 165 Millionen Złoty wieder in Betrieb genommen: die Höchstgeschwindigkeit wurde auf 100 km/h erhöht und die Bahnhöfe und Haltepunkte entlang der Strecke modernisiert. Die Haltepunkte Kawcze, Kępice, Słonowice, Charnowo Słupskie und Ustka wurden wieder zu Kreuzungsbahnhöfen ausgebaut. Zwei neue Haltepunkte, Słupsk Pólnocny und Ustka Uroczysko, wurden angelegt, letzterer liegt als Verlängerung der Strecke östlich von Ustka auf der Trasse der ehemaligen Strecke Richtung Sławno. Der Abschnitt Słupsk–Ustka wird seitdem wieder ganzjährig bedient, neben saisonalen Züge verkehren 14 Zugpaare des Regionalverkehrs.